# Arnold III de Boulogne
Arnold III de Boulogne, mort el 990, va ser comte de Boulogne de 971 a 990. Era fill d'Arnold II de Boulogne, comte de Boulogne.
Va succeir al seu pare el 971. No se sap gaire cosa sobre el seu regnat, fins al punt que ha estat de vegades confós amb el seu pare homònim. Va morir el 990, i les seves possessions foren compartides entre els seus tres fills:
- Balduí († 1033) al Bulonès
- Arnold IV († vers 1019) al Ternois (comtat de Saint Pol, on s'identifica amb el comte Arnolf (vers 990-1030)
- Un altre fill de nom desconegut va rebre el nord del Ternois amb la castellania de Thérouanne.

## Font
- Alain Lottin, Histoire de Boulogne-sur-Mer